# Neocheiropteris fortunei
Neocheiropteris fortunei là một loài dương xỉ trong họ Polypodiaceae. Loài này được Kuntze mô tả khoa học đầu tiên..
Danh pháp khoa học của loài này chưa được làm sáng tỏ. 